# Panerai
Officine Panerai es una compañía suiza de relojes con origen italiano, perteneciente al grupo suizo Richemont. Sus relojes se manufacturan en Neuchâtel, Suiza. Panerai es una manufactura relojera, dado que parte de sus relojes cuentan con mecanismos de factura propia.

## Historia
Panerai fue fundada en 1860 en Florencia por Giovanni Panerai (1825–1897). Con el tiempo se convirtió en suministradora oficial de la Marina Real Italiana de instrumentos de precisión. La compañía es famosa por sus relojes Radiomir y Luminor, usados por los submarinistas militares italianos en la Segunda Guerra Mundial y que a día de hoy son sus dos modelos más populares. El modelo Luminor llevaba como elemento característico una leva que cerraba la corona para asegurar su estanqueidad.
La compañía produjo relojes para la Marina Militar Italiana entre 1938 y 1993, hasta que por tema de coste, se movió al mercado civil. Sin embargo fue prácticamente desconocida hasta que en 1995 el actor Sylvester Stallone se compró un Panerai Luminor en una joyería romana mientras rodaba el filme "Daylight". El reloj le gustó tanto que pidió una serie con su logo "Slytech" para ofrecérselos a sus amigos, como Arnold Schwarzenegger. El reloj se puso de moda y la compañía fue adquirida por el grupo Vendome, actual Richemont en 1997. Otra consecuencia de su éxito es que volvieron a ponerse de moda los relojes de tamaño grande, y muchas compañías introdujeron relojes de mayor tamaño.
Panerai cuenta con seguidores entre los aficionados a la relojería, que son conocidos como "Paneristi".
A día de hoy produce relojes que montan movimientos de manufactura propia, mientras que otros lo hacen con movimientos ETA SA Manufacture Horlogère Suisse procedentes del grupo Swatch. También produce relojes de serie limitada todos los años. Y ha firmado un acuerdo con Ferrari para la producción de relojes bajo la conocida marca automovilística.